# Onze-Lieve-Vrouwekerk (Huldenberg)
De Onze-Lieve-Vrouwekerk is een kerkgebouw in Huldenberg in de Belgische provincie Vlaams-Brabant.
De kerk is gewijd aan Onze-Lieve-Vrouw en ligt op een kerkheuvel met een ommuurd kerkhof. 

## Geschiedenis
De oude kerk op deze plaats was een eenbeukig romaans gebouw.
In het midden van de 13e eeuw werden het koor en de viering gebouwd. Aan het einde van de 13e of begin van de 14e eeuw werd het schip opgetrokken. Toen had het schip nog houten gewelven, maar die werden in de 15e eeuw vervangen door gewelven van baksteen en zandsteen.
In de 15 eeuw werden de vensters van het koor en de viering verbouwd. Toen werden ook de kruisarmen verbouwd en kreeg de toren er een geleding bij.
In de 18e eeuw werden de gewelven van het schip vervangen door een lagere overkluizing.
Na 1835 werd de neogotische sacristie gebouwd.

## Opbouw
Het niet-georiënteerde gotische kerkgebouw bestaat uit een schip, een kruising met erop een toren, aan beide zijden van de kruising een kruisarm en een vijfzijdig gesloten koor met twee traveeën. Het donkere schip heeft drie traveeën en is voorzien van zuilen. De toren heeft drie geledingen en een ingesnoerde torenspits.

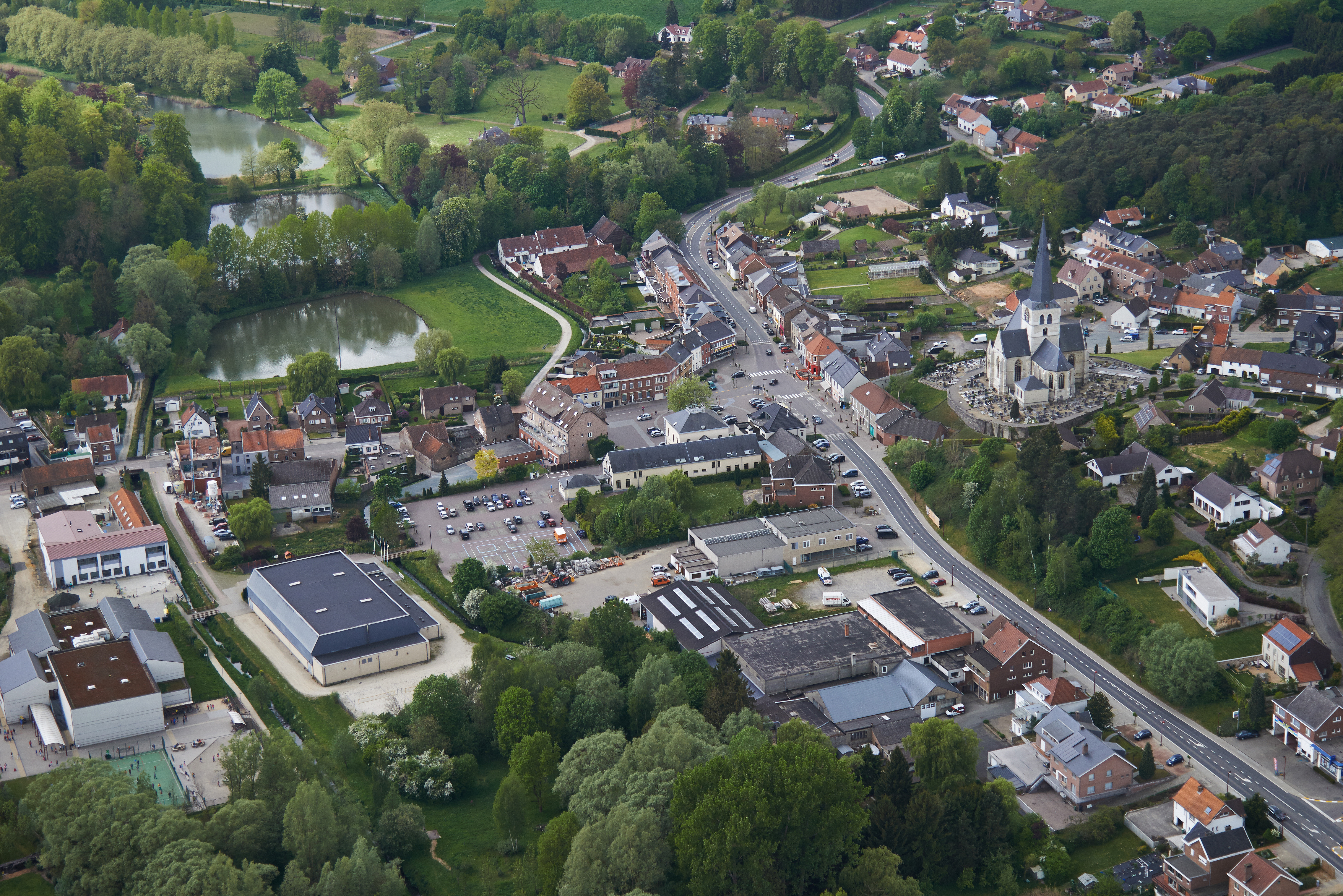
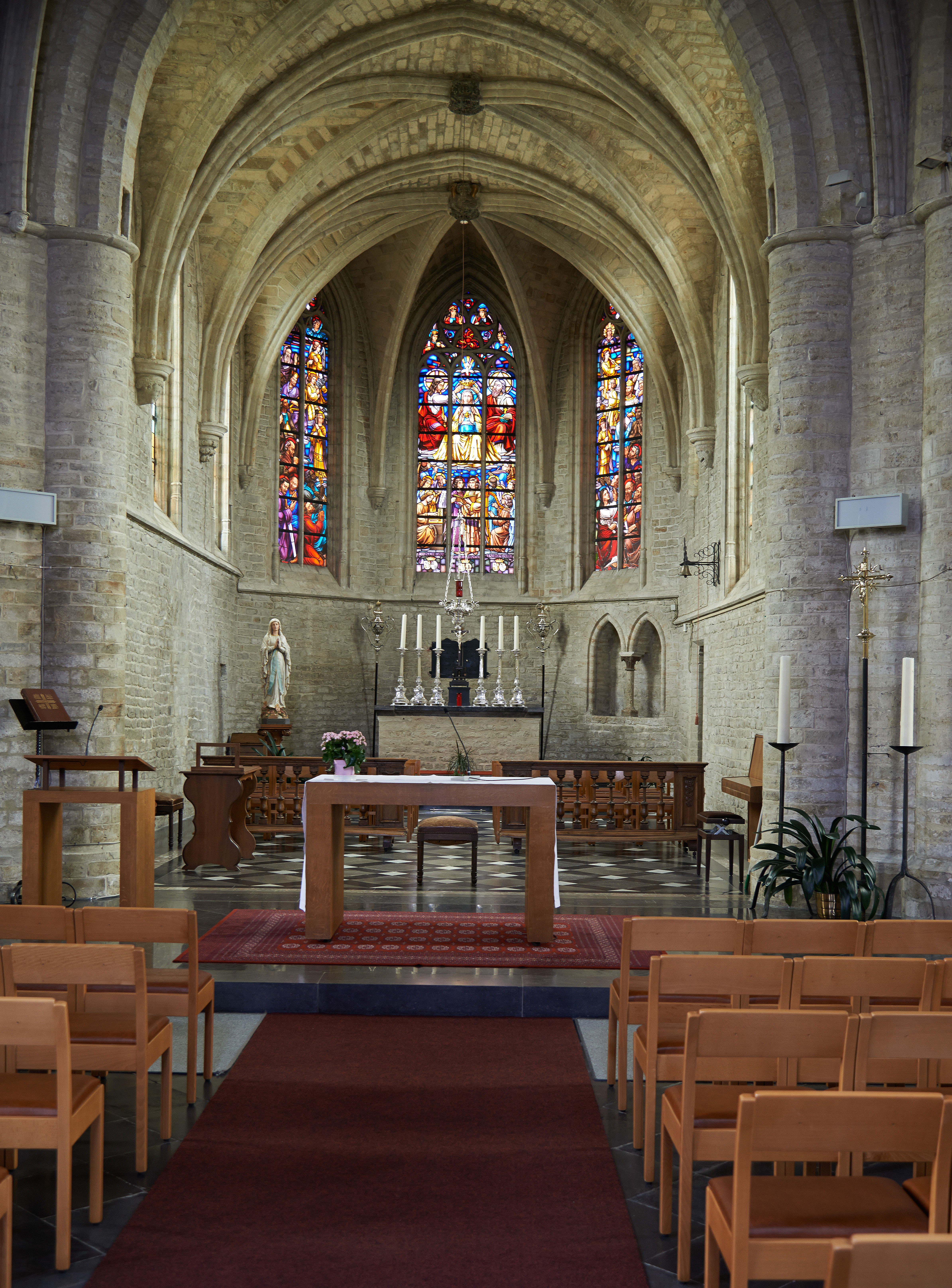
Koor
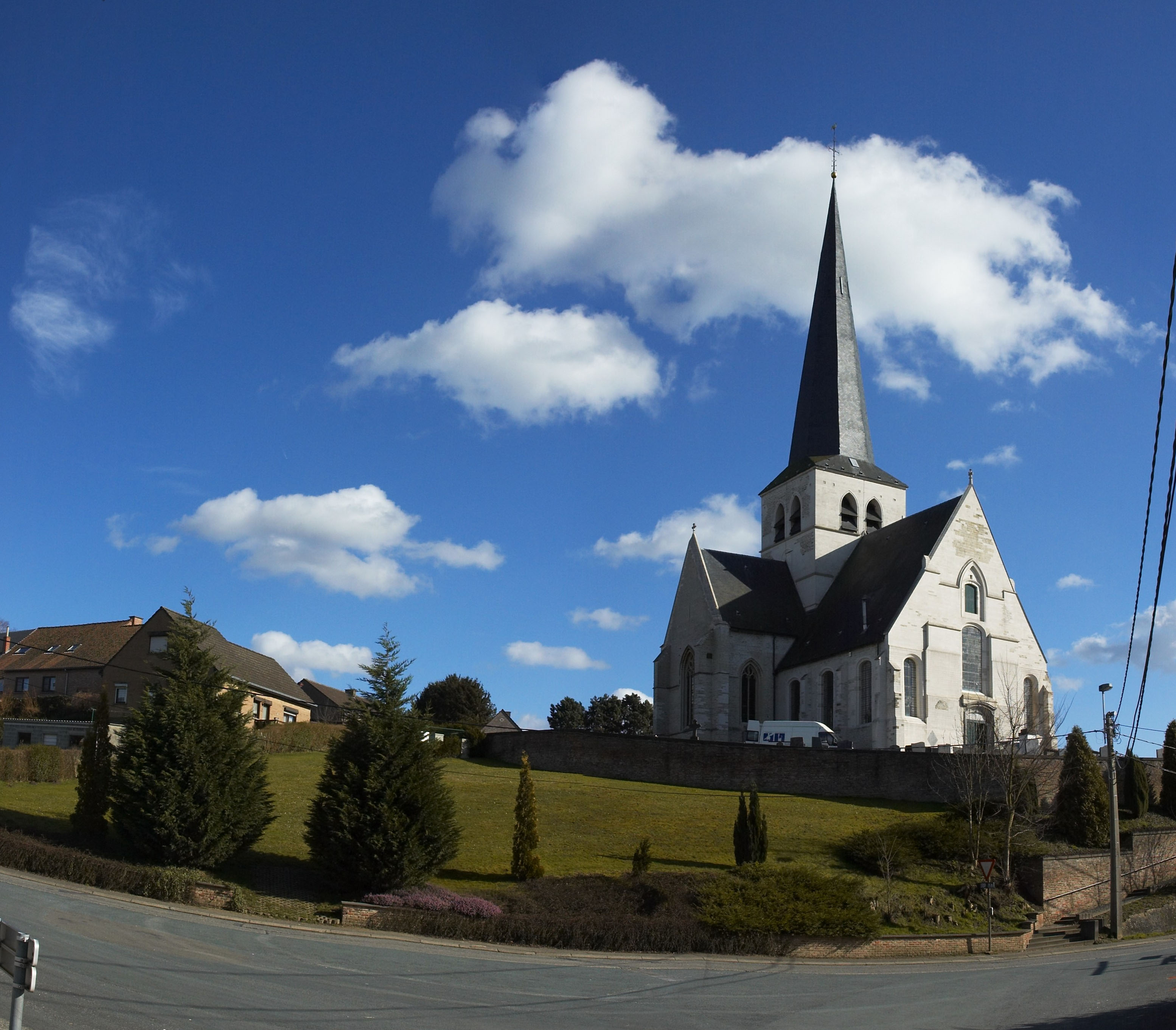
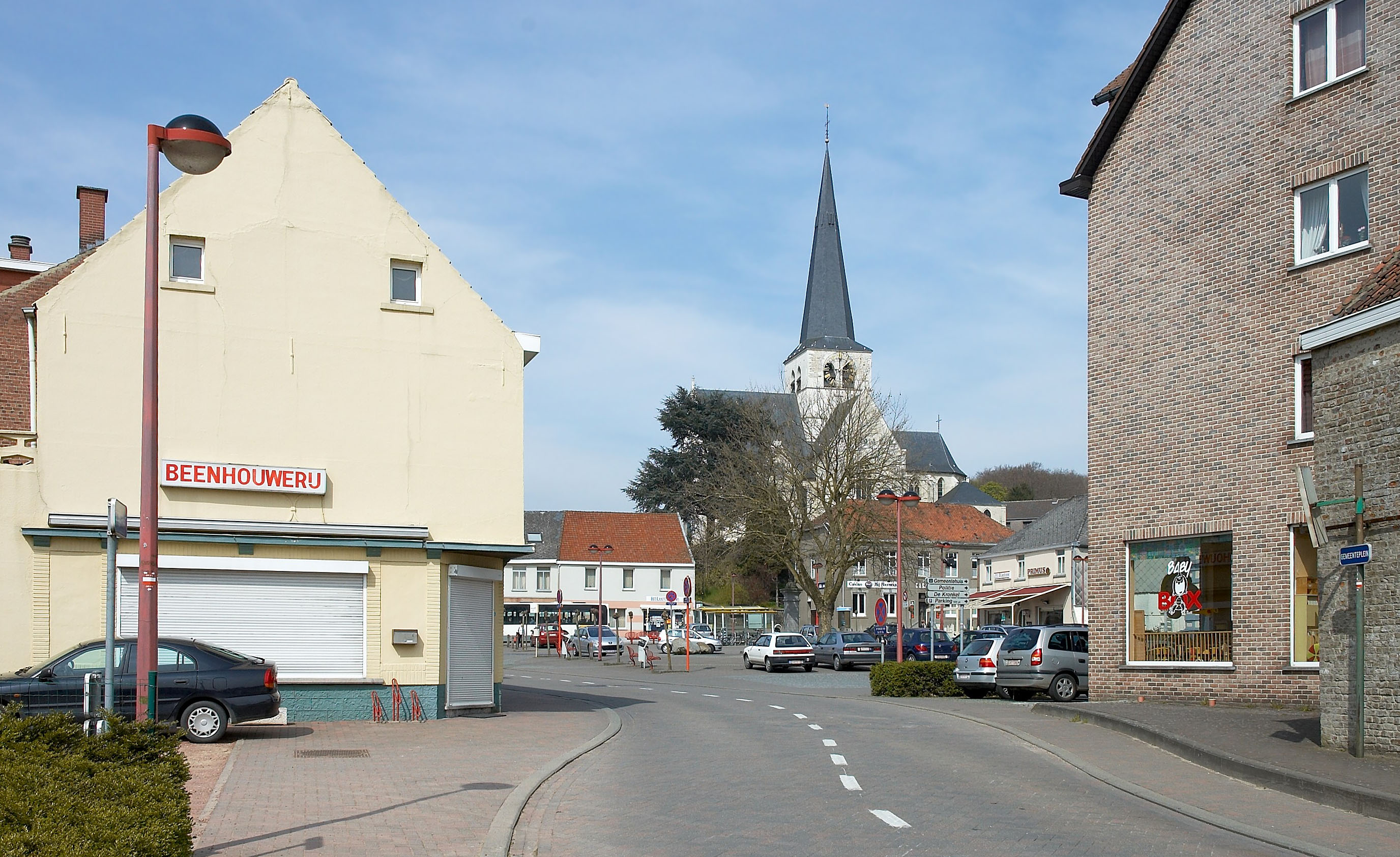
De kerk in het dorp